# Kamaliddin Babaev
Kamaliddin Babaev (en uzbeko:Kamaliddin Babayv; Turkestán, 24 de agosto de 1987) es un economista y político uzbeko. Vicepresidente de la Federación de Kickboxing de Uzbekistán. además, es el rector de la Universidad Médica EMU en Tashkent. En 2018, Babaev recibió el Premio Estatal "Orden de la Amistad".

## Biografía
Kamaliddin Babaev nació el 24 de agosto de 1987, en la ciudad de Turkestán, RSS de Kazajistán. Es de etnia uzbeka. En 2007-2014, estudió en la Facultad de Pediatría del Instituto Médico Estatal de Tashkent, y en 2014-2017, estudió en el mismo instituto para obtener su maestría.

### Carrera
Babayev abrió la empresa de desinfección "EURODEZ" en 2009, y esta empresa opera hasta ahora.
Hasta 2019, se desempeñó como médico jefe de la clínica médica multidisciplinaria "MDS".
En 2020 fundó el centro de salud "Doctor K" y se desempeña como jefe del centro.
En 2021 Babayev comenzó su carrera como vicepresidente de la Federación de Kickboxing de Uzbekistán.
En 2022, Babayev fue nombrado rector de la Universidad Estatal de EMU de Tashkent.